# Ruby tombée du nid
Pour plus de détails, voir Fiche technique et Distribution.
Ruby tombée du nid (Robin Robin) est un film de Noël britannique réalisé par Daniel Ojari et Michael Please, sorti en 2021.

## Synopsis
Un œuf d'oiseau atterrit devant une famille de souris, d'où éclot la rouge-gorge fille Robin Robin (Robin est l'anglais pour Robine[pas clair]). La famille des souris décide d'élever l'oiseau. Robin se prend donc pour une souris et n'apprend jamais à voler.
Constatant que sa maladresse met en péril les incursions de ses amies souris dans une maison humaine, Robin se met à douter d'être une souris. Bien que le père souris la défende, elle se sent coupable. La nuit, elle essaie de s'introduire dans une autre maison humaine. Là, elle rencontre la pie voleuse. Vous venez de réussir à échapper au chat une fois de plus. La pie conduit Robin dans sa tanière et lui montre les merveilles qu'elle a accumulées. En même temps, il raconte l'histoire d'un poinsettia au sommet d'un arbre qui garantit que les gens obtiennent des choses merveilleuses. Les deux décident d'envahir la maison humaine et de voler l'étoile. Cela fonctionne jusqu'à ce que Robin fasse à nouveau du bruit et se cache dans un hangar. C'est ainsi qu'elle attire l'attention du chat. Elle parvient à chasser le chat avec le feu, mais ce faisant, elle fait exploser tout le hangar.
De retour au refuge des parents, tout ce que souhaite Robin, ce n'est pas d'être une terrible souris, mais d'être une vraie souris. Le lendemain, la famille des souris apparaît. Mais juste au moment où la réunion est sur le point d'avoir lieu, le chat apparaît. Enfin, dans une épreuve de force, Robin réussit à vaincre le chat. Elle apprend aussi à voler.
Finalement, Robin, Magpie et la famille des souris partent ensemble à la recherche de miettes. Pendant que Robin distrait les gens, la pie bloque la porte avec une cuillère et les souris nettoient la table à manger.

## Fiche technique
- Titre : Ruby tombée du nid
- Titre original : Robin Robin
- Réalisation : Daniel Ojari et Michael Please
- Scénario : Daniel Ojari, Michael Please et Sam Morrison
- Musique : Benedict Please et Beth Porter
- Photographie : Dave Alex Riddett
- Montage : Chris Morrell
- Production : Helen Argo
- Société de production : Aardman Animations
- Pays :  Royaume-Uni et  États-Unis
- Genre : Animation, aventure, comédie et film musical
- Durée : 32 minutes
- Dates de sortie : 
  - Netflix : 24 novembre 2021

## Doublage
- Bronte Carmichael (VFB : Noa Lecot) : Robin
- Richard E. Grant (VFB : Fabian Finkels) : Magpie
- Gillian Anderson (VFB : Nathalie Stas) : le chat
- Adeel Akhtar (VFB : Pierre Bodson) : papa Souris
- Amira Macey-Michael (VFB : Sanae Saidi-Leclere) : Dink
- Tom Pegler (VFB : Babette Verbeeke) : Pip
- Endeavour Clutterbuck (VFB : Émile Salamone) : Flynn
- Megan Harris (VFB : Mira Brugmans) : Flin
- Vincent Mordente  : Fly'nn

Source doublage : Behind the voice actors 

## Distinctions
Le film a été nommé à l'Oscar du meilleur court métrage d'animation, au NAACP Image Award du meilleur court métrage d'animation, au HCA Award du meilleur court métrage et au Hollywood Music in Media Award de la meilleure chanson pour un court métrage.